# No Such Thing
Pour plus de détails, voir Fiche technique et Distribution.
No Such Thing est un film américano-islandais réalisé par Hal Hartley, sorti en 2001. Le film fut sélectionné au Festival de Cannes 2001 dans la section Un certain regard.

## Fiche technique
- Titre : No Such Thing
- Réalisation : Hal Hartley
- Scénario : Hal Hartley
- Photographie : Michael Spiller
- Musique : Hal Hartley
- Pays d'origine : États-Unis - Islande
- Genre : comédie dramatique
- Date de sortie : 2001

## Distribution
- Sarah Polley : Beatrice
- Robert John Burke : le Monstre
- Helen Mirren : le Boss
- Julie Christie : Dr Anna
- María Ellingsen : Karlsdóttir
- Erica Gimpel : Judy
- Baltasar Kormákur : Artaud
- Paul Lazar : Fred
- Ingvar E. Sigurðsson : Dr Svendsen
- James Urbaniak : Concierge
- Damian Young : Berger